# 8167 Ishii
A 8167 Ishii (ideiglenes jelöléssel 1991 CM3) a Naprendszer kisbolygóövében található aszteroida. Endate Kin és Vatanabe Kazuró fedezte fel 1991. február 14-én.